# Doctrina Hallstein

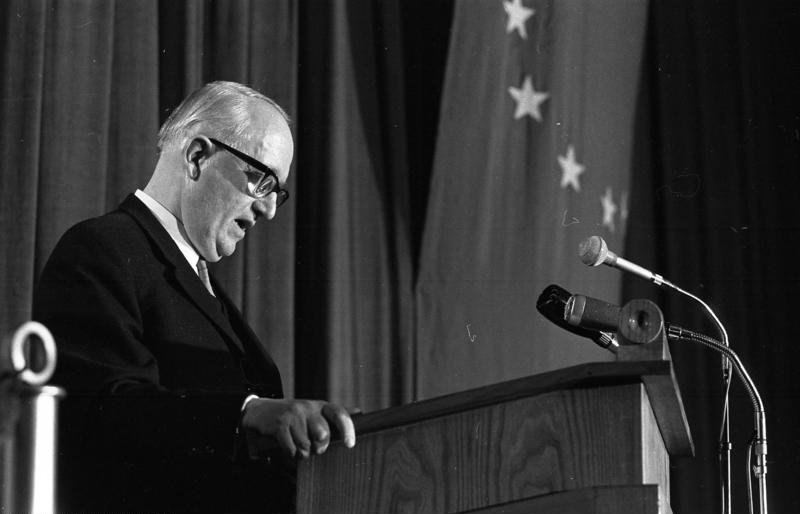
Walter Hallstein durante una cumbre europea, en 1969.

La Doctrina Hallstein, llamada así por Walter Hallstein, el secretario de Estado en el Ministerio de Asuntos Exteriores, quien la inició, fue la doctrina sobre la que se asentó la política exterior de la República Federal de Alemania entre 1955 y 1972. Es comparable a la doctrina Una sola China de la República Popular China frente a la República de China.

## Base legal
Fue enunciada en 1955 por el entonces ministro de Asuntos Exteriores de la Alemania Occidental, Walter Hallstein.
De acuerdo con esta doctrina, la República Federal de Alemania (RFA) tenía el derecho exclusivo de representar internacionalmente al Estado alemán, suceder al antiguo Reich alemán y reivindicar el ejercicio de la soberanía efectiva sobre los territorios que controlaba esta entidad hasta el 31 de diciembre de 1937. Según la doctrina, con excepción de la URSS, Alemania no debería establecer ni mantener relaciones diplomáticas con ningún otro Estado que reconociera la soberanía de la República Democrática Alemana (RDA), a la que seguía meramente considerando como zona de ocupación soviética (SBZ por sus siglas en alemán).[cita requerida] Sin embargo, en la práctica la Doctrina comprendió medidas menos graves; la ruptura de las relaciones diplomáticas solamente se produjo dos veces: 1957 en el caso de Yugoslavia y 1963 en el caso de Cuba.

## Historia
El primer país al que se aplicó esta doctrina fue a la República Federal Popular de Yugoslavia en 1957, país con el que la Alemania occidental rompió relaciones diplomáticas. 
En consecuencia, la RDA trató de evitar el aislamiento estableciendo relaciones con los países del Bloque del Este y los recientemente descolonizados del Tercer Mundo, en especial en África y Oriente Medio. En consecuencia, la Alemania oriental enunció la denominada "Doctrina Ulbricht", que rechazaba el establecimiento de relaciones normales con la Alemania occidental solo hasta que esta reconociera la soberanía de la Alemania oriental en igualdad de condiciones.
La "Doctrina Hallstein" no fue muy popular, ni tampoco bien aceptada por los aliados de la RFA en la OTAN. Ya durante el gobierno de Kurt Georg Kiesinger (1966-1969) se empezó a dejar de aplicar esta doctrina, al recuperar las relaciones diplomáticas con Yugoslavia y Rumanía. Fue finalmente abandonada con la adopción de la Ostpolitik por el canciller Willy Brandt, que llevó a que ambas Alemanias entablaran relaciones diplomáticas, aunque sin que la República Federal reconociera a la RDA de iure como sujeto de derecho internacional.